# سونيا برونو
سونيا برونو (بالإسبانية: Sonia Bruno)‏ هي ممثلة إسبانية، ولدت في 31 يوليو 1945 ببرشلونة في إسبانيا.

## وصلات خارجية
- سونيا برونو على موقع IMDb (الإنجليزية)
- سونيا برونو على موقع قاعدة بيانات الفيلم (الإنجليزية)